# Vilnia
Die Vilnia (auch Vilnelė, belarussisch Вільня Wilnja; polnisch Wilenka) entspringt unweit der höchsten Erhebung Litauens, nahe der Grenze zu Belarus, entlang derer sie einige Kilometer fließt.
Teilweise weist sie ein beachtliches Gefälle auf: 40 m Höhenunterschied über 10 km, womit streckenweise wildwasserähnliches Paddeln möglich wird. In Vilnius trennt sie den Stadtteil Užupis von der Altstadt, fließt entlang des Kalnų parkas und mündet unterhalb der Gediminas-Burg in die Neris.
Der Lauf der Vilnia war früher an der Mündung zweigeteilt, sie bildete so auch den Burggraben für die Burg von Vilnius.

## Kajakfahrten
Mit dem Kajak auf der Vilnia ist es möglich, die litauische Hauptstadt Vilnius aus einer ganz anderen Perspektive zu betrachten. Unterwegs vom Damm Naujoji Vilnia kann man  sich schnell verändernde Wälder und Parks (zum Beispiel, Regionalpark Pavilniai),  neue Stadtteile und  die Altstadt Vilnius  bewundern. Hier kommen auch Kajakbegeisterte  Vilnia, um  nach Užupis, Šnipiškės, Žvėrynas, Karoliniškės und Lazdynai zu fahren.